# 下衣文町
下衣文町（しもそぶみちょう）は愛知県岡崎市の町名。丁番を持たない単独町名であり、22の小字が設置されている。

## 地理
岡崎市の中心よりやや南東に位置する。住宅地は町内を走る市道に沿って形成され、その他は森林、農地として利用される。

### 字
| - 字汗ボ立（あせぼだち） - 字一反田（いったんだ） - 字榎田（えのきだ） - 字円明田（えんみょうだ） - 字大洞（おおぼら） - 字落田（おちだ） - 字開戸田（かいとだ） - 字亀ケ原（かめがはら） | - 字貢貞（ぐてい） - 字越前田（こしまえだ） - 字柴原（しばはら） - 字下屋敷（しもやしき） - 字社口前（しゃぐちまえ） - 字菖蒲ケ入（しょうぶがいり） - 字新林（しんばやし） | - 字竹ノ入（たけのいり） - 字竹ノ越（たけのこし） - 字日旱田（ひあけだ） - 字前田（まえだ） - 字山添（やまぞえ） - 字横枕（よこまくら） - 字分ケ田（わけだ） |

## 世帯数と人口
2019年（令和元年）5月1日現在の世帯数と人口は以下の通りである。
| 町丁     | 世帯数 | 人口 |
| -------- | ------ | ---- |
| 下衣文町 | 25世帯 | 65人 |

### 人口の変遷
国勢調査による人口の推移
| 2010年（平成22年） | 66人 | [ 6 ] |  |
| 2015年（平成27年） | 62人 | [ 7 ] |  |

## 小・中学校の学区
市立小・中学校に通う場合、学区は以下の通りとなる。
| 番・番地等 | 小学校             | 中学校             |
| ---------- | ------------------ | ------------------ |
| 全域       | 岡崎市立豊富小学校 | 岡崎市立額田中学校 |

## 歴史
額田郡下衣文村を前身とする。

### 沿革
- 2006年（平成18年）1月1日 - 岡崎市へ編入し、同市下衣文町となる[1]。

## 施設
- 弘分寺
- 神明社

## その他

### 日本郵便
- 郵便番号 : 444-3625[4]（集配局：額田郵便局[9]）。

## 参考資料
- 「角川日本地名大辞典」編纂委員会 編『角川日本地名大辞典 23 愛知県』角川書店、1989年3月8日。ISBN 4-04-001230-5。
- 有限会社平凡社地方資料センター 編『日本歴史地名体系第23巻 愛知県の地名』平凡社、1981年。ISBN 4-582-49023-9。

## 関連事項
- 岡崎市